# Chatoumane
Chatoumane (auch: Chatouman, Satama) ist ein Dorf in der Landgemeinde Bankilaré in Niger.

## Geographie
Das von einem traditionellen Ortsvorsteher (chef traditionnel) geleitete Dorf befindet sich rund 70 Kilometer südlich des Hauptorts Bankilaré der gleichnamigen Landgemeinde und des gleichnamigen Departements Bankilaré, das zur Region Tillabéri gehört. Zu den Siedlungen in der näheren Umgebung von Chatoumane zählen Pétèlkolé im Nordwesten, Sékomé im Norden und Djankara im Nordosten.
Das Dorf ist Teil der Übergangszone zwischen Sahel und Sudan. Die durchschnittliche jährliche Niederschlagsmenge beträgt hier zwischen 400 und 500 mm. Etwa acht Kilometer nördlich von Chatoumane erstreckt sich der See Mare d’Ossolo, der eine vielfältige Vogelwelt aufweist.

## Geschichte
Chatoumane entstand wie die Nachbarsiedlung Sékomé als ein Lagerplatz von Iklan, ehemaliger Sklaven der Tuareg. Die Iklan von Chatoumane hatten sich zu Beginn des 20. Jahrhunderts von ihren Herren befreit und ließen sich um 1935 an ihrem jetzigen Standort nieder. Um 1965 wurden im Dorf die ersten dauerhaften Wohnhäuser aus festem Baumaterial errichtet. Moderne Infrastrukturbauten folgten erst nach den 1970er Jahren.
Das Rote Kreuz richtete im ersten Halbjahr 2019 eine Trinkwasseranlage ein, die eine minimale Kapazität von 40.000 Litern je Tag aufwies. Wie in zahlreichen anderen Orten in der Grenzregion zu Burkina Faso und Mali war es bis Mitte 2020 zu einem Eindringen nichtstaatlicher bewaffneter Gruppen gekommen. Im Sommer 2022 flüchteten auf Grund der unsicheren Lage in der Gegend Menschen aus Chatoumane in die Stadt Téra. Bei der Ausforschung von Terroristen wurde am 13. August 2024 in Chatoumane eine Einheit der Verteidigungs- und Sicherheitskräfte angegriffen. Die Attacke wurde abgewehrt und die Angreifer getötet oder vertrieben. Im Zuge der Kampfhandlungen starb ein unbeteiligter Zivilist und drei weitere wurden verletzt.

## Bevölkerung
Bei der Volkszählung 2012 hatte Chatoumane 1832 Einwohner, die in 230 Haushalten lebten. Bei der Volkszählung 2001 betrug die Einwohnerzahl 840 in 98 Haushalten.

## Wirtschaft und Infrastruktur
Mit einem Centre de Santé Intégré (CSI) ist ein Gesundheitszentrum im Ort vorhanden. Es gibt eine Grundschule und einen Kindergarten, der 2012/2013 mit Räumlichkeiten aus festen Baumaterialien anstelle von Strohhütten ausgestattet wurde. In Chatoumane beginnt die 6,3 Kilometer lange Route 687 nach Sékomé, eine einfache Landstraße, die beide Orte mit der zwischen der Hauptstadt Niamey und der Staatsgrenze zu Burkina Faso verlaufenden Nationalstraße 4 verbindet.